# Josephine Brandell
Josephine Mary Brandell, nata Janetta Kleinberg (Bucarest, 26 novembre 1891 – New York, 27 giugno 1977), è stata un'attrice teatrale e cantante lirica statunitense di origini rumene.
Fu tra i sopravvissuti più noti dell'affondamento del Lusitania.

## Biografia

### Carriera lirica
Nacque nell'allora Regno di Romania da un sarto ebreo, Fishel Kleinberg, e dalla moglie Yetta Goldberg. Nel 1900 la famiglia emigrò a New York e anglicizzò i propri nomi, divenendo i "Brandell". La giovane Josephine voleva fin da giovane fare l'attrice, ma nel 1907 fu costretta a sposarsi con un uomo molto più grande di lei, un immigrato rumeno di nome Bernard Brandeis, per ottenere la cittadinanza americana, ma chiese il divorzio tre anni più tardi.
Finalmente libera di perseguire la propria carriera, si unì alla compagnia di Johann Strauss come una delle maggiori interpreti dello spettacolo Nightbirds. Divenne in breve tempo un'attrice molto richiesta, recitando a Broadway e alla London Opera House in numerosi spettacoli e opere liriche.

### Affondamento delLusitania
Dovendo spesso viaggiare per motivi di lavoro tra Inghilterra e Stati Uniti, si trovava sovente ad attraversare l'oceano Atlantico, e il suo transatlantico preferito per il tragitto era il RMS Lusitania, che cercava di prendere ogni volta che poteva. Per la stagione lirica 1914-15 aveva viaggiato proprio sul Lusitania per recarsi negli Stati Uniti, e per la stagione teatrale successiva scelse ancora una volta la solita nave per tornare in Inghilterra, salpando da New York nel maggio 1915.
Josephine Brandell viaggiava con un'amica, Mabel Crichton, ed alloggiava nella cabina D-30. L'attrice durante il viaggio fu molto nervosa, poiché c'era il serio pericolo che il Lusitania venisse attaccato dai sottomarini tedeschi, che proprio allora avevano dichiarato la guerra sottomarina indiscriminata nell'ambito della prima guerra mondiale. Tentò comunque di distrarsi intrattenendosi in compagnia del produttore di Broadway Charles Frohman, dell'attrice Rita Jolivet e degli autori Justus Miles Forman e Charles Klein (della compagnia, solo Brandell e Jolivet sopravvissero all'affondamento della nave).
Il 7 maggio, quando ormai il viaggio era quasi giunto al termine, i timori dell'attrice si avverarono e la nave venne colpita da un siluro tedesco, affondando rapidamente. L'attrice stava pranzando con amici quando la nave venne colpita, e fu tra le prime ad essere imbarcata su una scialuppa, la numero 12, che tuttavia si rovesciò gettando tutti gli occupanti, fra cui l'amica Mabel Crichton (affogata e il cui corpo venne recuperato), in acqua. Josephine Brandell riuscì ad aggrapparsi ad una sedia galleggiante e a resistere per un certo tempo in acqua finché venne salvata da un'altra scialuppa.

### Ultimi anni
L'affondamento del Lusitania traumatizzò Josephine Brandell, che non si riprese mai dalla tragica esperienza vissuta. La sua carriera attoriale fu, per sua scelta, quasi del tutto abbandonata, e negli anni successivi comparve solo sporadicamente sulle scene e impiegata in ruoli minori.
Nel 1920 si sposò con John Ormiston Lawson-Johnson, e rinunciò alla cittadinanza statunitense in favore di quella britannica. Nel 1928 divorziò per sposarsi con John Repton, capitano delle Irish Guards; quest'unione fu più felice, ma il terzo marito morì improvvisamente nel 1943. Nel 1945 Josephine Brandell si risposò allora con Beresford Annesley, VIII conte Annesley, entrando così a far parte della nobiltà britannica.
Dopo la morte del quarto marito nel 1957 tornò negli Stati Uniti e si ritirò a vita privata, morendo a New York vent'anni più tardi. Non aveva avuto figli da nessuno dei quattro matrimoni.